# Mickaël Nadé
Mickaël Nadé (Sarcelles, 4 maggio 1999) è un calciatore francese, difensore del Saint-Étienne.

## Carriera
Cresciuto nel settore giovanile del Saint-Étienne, debutta in prima squadra il 20 maggio 2017 in occasione dell'incontro di Ligue 2 perso 3-1 contro il Nancy.

## Statistiche

### Presenze e reti nei club
Statistiche aggiornate al 19 gennaio 2025.
| Stagione               | Squadra                | Campionato             | Campionato | Campionato | Coppe nazionali | Coppe nazionali | Coppe nazionali | Coppe continentali | Coppe continentali | Coppe continentali | Altre coppe | Altre coppe | Altre coppe | Totale | Totale |
| Stagione               | Squadra                | Comp                   | Pres       | Reti       | Comp            | Pres            | Reti            | Comp               | Pres               | Reti               | Comp        | Pres        | Reti        | Pres   | Reti   |
| ---------------------- | ---------------------- | ---------------------- | ---------- | ---------- | --------------- | --------------- | --------------- | ------------------ | ------------------ | ------------------ | ----------- | ----------- | ----------- | ------ | ------ |
| 2016-2017              | Saint-Étienne 2        | CFA2                   | 7          | 1          |                 | -               | -               |                    | -                  | -                  |             | -           | -           | 7      | 1      |
| 2017-2018              | Saint-Étienne 2        | N3                     | 4          | 0          |                 | -               | -               |                    | -                  | -                  |             | -           | -           | 4      | 0      |
| 2018-2019              | Saint-Étienne 2        | N2                     | 16         | 0          |                 | -               | -               |                    | -                  | -                  |             | -           | -           | 16     | 0      |
| 2019-2020              | Saint-Étienne 2        | N2                     | 9          | 0          |                 | -               | -               |                    | -                  | -                  |             | -           | -           | 9      | 0      |
| 2016-2017              | Saint-Étienne          | L1                     | 1          | 0          | CF+CdL          | -               | -               |                    | -                  | -                  |             | -           | -           | 1      | 0      |
| 2020-2021              | Quevilly-Rouen         | N                      | 30         | 1          | CF              | 3               | 0               |                    | -                  | -                  |             | -           | -           | 33     | 1      |
| 2021-2022              | Saint-Étienne          | L1                     | 30+1       | 1+0        | CF              | 3               | 1               |                    | -                  | -                  |             | -           | -           | 34     | 2      |
| 2022-2023              | Saint-Étienne          | L2                     | 16         | 1          | CF              | -               | -               |                    | -                  | -                  |             | -           | -           | 16     | 1      |
| 2022-2023              | Saint-Étienne 2        | N3                     | 1          | 0          |                 | -               | -               |                    | -                  | -                  |             | -           | -           | 1      | 0      |
| 2023-2024              | Saint-Étienne 2        | N3                     | 1          | 0          |                 | -               | -               |                    | -                  | -                  |             | -           | -           | 1      | 0      |
| 2024-2025              | Saint-Étienne 2        | N3                     | 1          | 0          |                 | -               | -               |                    | -                  | -                  |             | -           | -           | 1      | 0      |
| Totale Saint-Étienne 2 | Totale Saint-Étienne 2 | Totale Saint-Étienne 2 | 39         | 1          |                 | -               | -               |                    | -                  | -                  |             | -           | -           | 39     | 1      |
| 2023-2024              | Saint-Étienne          | L2                     | 23+3       | 2          | CF              | 2               | 0               |                    | -                  | -                  |             | -           | -           | 28     | 2      |
| 2024-2025              | Saint-Étienne          | L1                     | 10         | 1          | CF              | -               | -               |                    | -                  | -                  |             | -           | -           | 10     | 1      |
| Totale Saint-Etienne   | Totale Saint-Etienne   | Totale Saint-Etienne   | 84         | 5          |                 | 5               | 1               |                    | -                  | -                  |             | -           | -           | 89     | 6      |
| Totale carriera        | Totale carriera        | Totale carriera        | 153        | 7          |                 | 8               | 1               |                    | -                  | -                  |             | -           | -           | 161    | 8      |